# Niltava sumatrana
A Niltava sumatrana  a madarak osztályának verébalakúak (Passeriformes) rendjébe és a légykapófélék (Muscicapidae) családjába tartozó faj.

## Rendszerezése
A fajt Tommaso Salvadori olasz ornitológus írta le 1879-ben.

## Előfordulása
Délkelet-Ázsiában, Indonézia és Malajzia területén honos. Természetes élőhelyei a szubtrópusi vagy trópusi hegyi esőerdők. Állandó, nem vonuló faj.

## Megjelenése
Testhossza 15 centiméter,  testtömege 17–24 gramm.

## Életmódja
Kisebb rovarokkal és gyümölcsökkel táplálkozik, élelmét magányosan, vagy párban keresgéli.

## Természetvédelmi helyzete
Az elterjedési területe elég nagy, egyedszáma viszont csökken, de még nem éri el a kritikus szintet. A Természetvédelmi Világszövetség Vörös listáján nem fenyegetett fajként szerepel.